# Who’s Your Caddy?
Who’s Your Caddy? ist eine US-amerikanische Filmkomödie von Don Michael Paul aus dem Jahr 2007.

## Handlung
Der reiche und schwarze Musikproduzent Christopher Hawkins, genannt „C-Note“, will Mitglied im elitären Golf- und Poloclub Carolina Pines werden, der von Richard Cummings geleitet wird. Cummings lehnt eine Aufnahme rundweg ab und ist auch nicht durch den Betrag von einer Million Dollar umzustimmen. C-Note erwirbt daraufhin ein großes Anwesen unweit des Golfclubs, zu dem auch ein Stück des Golfplatzes um das berühmte Loch 17 gehört, das nach Jahren der Leihgabe an Carolina Pines nun in den Besitz des Grundstückseigentümers zurückgegangen ist. Richard Cummings ist entsetzt, da C-Note die Nutzung des Golfplatzabschnitts nur zulassen will, wenn er Mitglied im Golfclub wird. Die Nutzung wiederum ist für den Club wichtig, soll doch in drei Wochen entschieden werden, ob Carolina Pines Austragungsort der US-Open wird.
Cummings heuert die Juristin Shannon Williams an, die C-Note das Grundstück abkaufen soll. C-Note macht ihr klar, dass er nur an einer Mitgliedschaft interessiert ist. Shannon rät Cummings, C-Note als Mitglied aufzunehmen, da er in der vierwöchigen Probezeit sicherlich gegen Regeln des Clubs verstoßen wird und so ausgeschlossen werden kann. Zwar verhalten sich C-Note und seine Kumpane in der nächsten Zeit ungeschickt und unhöflich auf dem Golfplatz, brechen jedoch keine Clubregeln. Cummings heuert daraufhin eine Gruppe Killer an, die C-Note ausschalten sollen. Ein Bombenanschlag auf C-Note kann durch Cummings’ Sohn Wilson, der durch C-Note seine „Gangsta-Seite“ entdeckt hat, verhindert werden.
Shannon erkennt mit der Zeit, dass Cummings ein falsches Spiel spielt. Sie hat sich zudem in C-Note verliebt und kündigt bei Cummings. Sie erfährt auch, warum C-Note unbedingt in den Club will. Sein Vater war einst Caddy im Club und stellte einen Streckenrekord auf, der jedoch nicht gewertet wurde, sodass immer noch Cummings als Rekordhalter gilt. C-Note geht noch weiter: Er stellt eine eigene Polomannschaft auf und besiegt das Team von Cummings mit illegalen Drogen und Regelbrüchen. So setzt ein Mitglied aus der Entourage von C-Note das Pferd von Cummings unter Drogen oder Big Large schlägt vom Boden aus Cummings vom Pferd und befördert in Golfmanier den Ball vom Boden aus über die Ziellinie. Cummings fordert daraufhin eine Entscheidung beim Golf: Wer das Spiel verliert, muss den Golfclub verlassen. Auch hier zeichnet sich die Entourage von C-Note durch unsportlichem Verhalten und Regelbrüchen aus wie z. B. akustische Störungen während des Abschlages von Cummings. Cummings tritt beim Turnier im Team mit Profi Jesper Parnevik auf, während C-Note Unterstützung durch den jungen und ambitionierten Caddy Mick erhält. C-Note geht das Spiel zu verbissen an, sodass sein Team nach der Hälfte der Löcher weit abgeschlagen ist. Erst ein Freund seines Vaters macht ihm deutlich, dass es seinem Vater nie um Rivalität ging, sondern immer nur um die Freude am Spiel. C-Note und Mick finden so ins Spiel zurück und gewinnen schließlich. Cummings wiederum wird kurz nach Spielende wegen seines Mordanschlags auf C-Note verhaftet. C-Note wird neuer Präsident des Polo- und Golfclubs und darf wenig später die US-Open austragen.

## Produktion
Who’s Your Caddy? wurde unter anderem in Aiken, South Carolina, sowie in Augusta, Georgia, gedreht. Die Kostüme schuf Jayme Bohn, die Filmbauten stammen von Paul Luther Jackson. Verschiedene Prominente absolvieren im Film Cameoauftritte, darunter Lil Wayne und Jesper Parnevik.
Der Film lief am 27. Juli 2007 in den US-amerikanischen Kinos an. In Deutschland steht eine Auswertung bisher aus (Stand: April 2015).

## Kritik
Die Washington Post nannte den Film eine „anstößige, witzlose Komödie“ („offensive, comedy-free comedy“).

## Auszeichnungen
Who’s Your Caddy? gewann 2007 einen WFCC-Award des Women Film Critics Circle für die anstößigste männliche Filmfigur. Der Film erhielt 2008 zudem eine Nominierung für eine Goldene Himbeere in der Kategorie Schlechteste Neuverfilmung oder billigster Abklatsch (als Version von Wahnsinn ohne Handicap).